# Xyloskenea costulifera
Xyloskenea costulifera är en snäckart som beskrevs av B.A. Marshall 1988. Xyloskenea costulifera ingår i släktet Xyloskenea och familjen Skeneidae. Inga underarter finns listade i Catalogue of Life.